# Lepidobatrachus llanensis
The Escuerzo (Lepidobatrachus llanensis) là một loài ếch thuộc họ Leptodactylidae.
Loài này có ở Argentina, Paraguay và có thể có ở Bolivia.
Môi trường sống tự nhiên của chúng là rừng khô nhiệt đới hoặc cận nhiệt đới, vùng cây bụi khô khu vực nhiệt đới hoặc cận nhiệt đới, đầm nước ngọt có nước theo mùa, và ao.
Chúng hiện đang bị đe dọa vì mất môi trường sống.